# 数列
数学において数列（すうれつ、英: numerical sequence）とは、数が列になったもの (sequence of numbers) を言う。
例えば正の奇数を小さい順に並べた
1, 3, 5, 7, …
のような数の“並び”が数列である。並べる数に制限を加えて、たとえば自然数のみを並べるならば、これを自然数列と略称する。整数、有理数、実数などのほかの数体系を用いる場合も同様の略称を用いる。各々の数の“置かれるべき場所”は数列の項 (こう、英: term) と呼ばれる。数の並びが数列と呼ばれるためには、数列の各項を“順番に並べる”こと、つまりそれぞれの数が何番目の項に配置されているのかを一意に示すように番号付けができなければならない。したがって、 “最も簡単”な数列は自然数を小さい順に並べた数列
1, 2, 3, 4, …
ということになる（これは自然数が順序数であることによる）。
考える数列に端が存在する場合がある。数列の端に存在する項は、その数列の最初の項、または最後の項であると考えることができる。数列の最初の項をその数列の初項（しょこう、英: first term）といい、最後の項を数列の末項（まっこう、英: last term）と呼ぶ。
数列に対して必ずしも初項と末項を定めることはできない。たとえば「すべての自然数」を表す数列の項の数は「自然数の個数」に等しいが、自然数は無限に存在するため、その末項は存在しない。このように末項が定まらないような数列は、無限数列（むげんすうれつ、英: infinite sequence）と呼ばれ、末項を持つ数列は有限数列（ゆうげんすうれつ、英: finite sequence）と呼ばれる。
初項を表す添字は自由に与えることができ、議論や計算を簡単にするように選ばれるが、慣習的に 0 または 1 が与えられることも多い。たとえば有限数列の初項の添字を 1 から始めた場合、末項は項数に等しい添字 n が与えられるため、記述が簡単になる。
特別な数列には、項の並びに規則性のあるものがある。代表的なものは、等差数列や等比数列あるいは漸化式で定義される数列である。

## 定義
S を自然数全体の集合 N またはその n における切片 {0, 1, 2, …, n} とするとき、S から実数（あるいは複素数）への関数 a を数列（すうれつ、英: sequence）と呼び、順序付けられた数の並びとして
a0, a1, a2, …, an, …
のように記す。各数 ai をこの数列の項という。すなわち、関数 a の n における値を an と書き、列のn 番目の項と考える。また、(ak)k=0,1,2,…,n,… あるいは、慣習的に {ak}k=0,1,2,…,n,…（または単に {an}）とも表す。
各項を表すために添えられる n を数列 a の添字 (index) という。添字が 0 からでなくてもよいことは既述のとおりであるが、その場合にも（特に n が自然数以外の値をとる場合でも）形式的に「an は n 番目の項である」と言うことがある。
任意の添字 n に対応する項 an を一般項 (general term) という。一般項は必ずしも n の明示的な式として定まっているわけではないし、一般にその必要もないが、n を勝手に指定したときに対応する項 an がきちんと定まることが言える必要はある。
関数 a の定義域を整数全体の集合 Z に変え、初項や末項のない両側無限列 (an)n∈Z を考えることもある。両側無限列は実質的に 2 つの片側無限列の合成であり、n = 0 などを基準に番号の付け替えを行えば、1 つの片側無限列に直すことができる。
数列 (an) の各項 an がそれ以前の項 (a0, …, an) を用いて帰納的に定められるならば、その帰納的関係式をその数列が満たす漸化式と呼び、数列 (an) はその漸化式（と初期値）によって定められるという。

## 特殊な形の数列

### 等差数列
任意の自然数 n に対して、隣り合う 2 項 an と an+1 の差が一定のものを等差数列または算術数列という。また、その一定である二項間の差を公差という。
1, 2, 3, 4, 5, 6, …（初項 1、公差 1）
3, 5, 7, 9, 11, 13, …（初項 3、公差 2）
など

### 等比数列
任意の自然数 n に対して、隣り合う 2 項 an と an+1 の比が一定のものを等比数列または幾何数列という。また、その任意の 2 項間で一定となる比を公比という。
1, 2, 4, 8, 16, 32, … （初項 1、公比 2）
5, 15, 45, 135, 405, … （初項 5、公比 3）
1, −1, 1, −1, 1, −1, … （初項 1、公比 −1）
など

### 漸化式を持つ数列
最初の 2 項から始めて、
1, 1, 2, 3, 5, 8, 13, 21, …
のように連続した 2 項の和を次の項とするフィボナッチ数列に代表される、漸化式が成り立つ数列。

### 母関数を持つ数列
ある種の級数を母関数とし、その係数の列として数列を定義することもある。ベルヌーイ数・オイラー数などはテイラー数として定義されるものの例であり、母関数の微積分を通して計算したり、漸化式を取り出したりすることができる。フーリエ数は理論的には関数の球関数による展開の一種から得られる数列だが、具体的な個々の係数は積分によって定められる。

## 漸化式
数列 (an) の各項 an がある定まった関数 f を用いて
an+1 = f (a1, a2, …, an)
となるように（もちろん f の取りうる引数の数は一定であるから、右辺に現れる項はある一定の規則に従い落とされるものとして）帰納的に定められているとき、関数 f を数列 (an) の漸化式とよび、あるいは、数列 (an) は漸化式 f により定められているという。
漸化式を解くとは、漸化式で与えられている数列 (an) の一般項 an を n の陽な式で表すことである。
等差数列や等比数列は、その定義から極めて単純な漸化式を持つ。一般の等差数列に対する漸化式は
an+1 = an + d
という形に表される。定数 d はその等差数列の公差である。この漸化式は簡単に解けて、一般項は an = a1 + (n − 1)d となる。同様に、一般の等比数列に対する漸化式は
an+1 = ran
という形に表される。定数 r はその等比数列の公比である。この漸化式を解けば、一般項は an = rn−1 ⋅ a1 となる。これらは後述する隣接二項間漸化式の最も単純なものである。
特定の形の漸化式が成立する場合など、いくつかの場合には、一般項 an は n の明示的な形の式で表される。

### 隣接二項間漸化式
数列 (an) が漸化式によって定められ、漸化式が 1 変数関数 f (x) によって
an+1 = f (an)
と表されているとき、この漸化式は隣接二項間の漸化式であるという。特に、p(n), q(n) を n の関数として、f が p, q を用いた一次式
an+1 = p(n) ⋅ an + q(n)
となっているとき、線型であるという。特に関数 p(n), q(n) が定数関数である場合、定数係数線型隣接二項間漸化式と呼ばれる。定数係数線型隣接二項間漸化式
an+1 = pan + q
は等差数列あるいは等比数列に帰着され、一般項が n の式として明示的に記述できる：
p = 1 のとき、漸化式は an+1 = an + q であるから、これは等差数列である。
p ≠ 1 のとき、漸化式 an+1 = pan + q の特性方程式と呼ばれる方程式 x = px + q の根を α とすると、漸化式は
an+1 − α = p(an − α)
と変形できる。これは、一般項が bn = an − α で定義される数列 {bn} が公比 p である等比数列となることを表しているから、bn が n の式として得られる。an = bn + α だから、これも n の式として書くことができる。

### 隣接三項間漸化式
数列 (an) が漸化式によって定められ、漸化式が 2 変数関数 f (x, y) によって
an+2 = f (an+1, an)
と表されているとき、この漸化式は隣接三項間の漸化式であるという。特に、f が関数 p(n), q(n) を用いた斉一次式
an+2 = p(n)⋅an+1 + q(n)⋅an
となっているとき、線型であるという。特に関数 p(n), q(n) が定数である場合、定数係数線型隣接三項間漸化式と呼ばれる。定数係数線型隣接三項間漸化式
an+2 = pan+1 + qan
は特性方程式 x2 = px + q の根を用いて解くことができる。すなわち、特性方程式の根が実数、複素数であるにかかわらず異なる 2 つの根 α, β を持つとき、αn 及び βn はそれぞれ漸化式を満たす。特性方程式が重根 α を持つ場合は、αn 及び nαn がそれぞれ漸化式を満たすこととなる。言わば漸化式の “基底解” となっているわけである。一般項は漸化式の線形性のおかげでこれら 2 組の“基底解”の線型結合で表すことができ、2 つの未定係数は任意の 2 項（初項と第二項である必要はないのはもちろん、隣接している必要すらない）の情報から決定することができる。
フィボナッチ数列はこのタイプの漸化式を持つので、手順にしたがって一般項 an が
{\displaystyle a_{n}={\frac {1}{\sqrt {5}}}\left\{\left({\frac {1+{\sqrt {5}}}{2}}\right)^{n}-\left({\frac {1-{\sqrt {5}}}{2}}\right)^{n}\right\}}
なる明示式として得られる。

### 連立線型漸化式
2つの数列 (xn), (yn) が連立漸化式
{\displaystyle {\begin{cases}x_{n+1}=ax_{n}+by_{n}\\y_{n+1}=cx_{n}+dy_{n}\end{cases}}}
を満たしているとする。これを二元の定数係数連立線型漸化式という。漸化式を 
{\displaystyle {\boldsymbol {x}}_{n+1}=A{\boldsymbol {x}}_{n}\quad A:={\begin{pmatrix}a&b\\c&d\end{pmatrix}},\ {\boldsymbol {x}}_{n}:={\begin{pmatrix}x_{n}\\y_{n}\end{pmatrix}}}
とおけば、連立漸化式を平面上の点列の一次変換による移動の様子として捉えることができる。A をこの連立線型漸化式の係数行列と呼ぶ。また、
{\displaystyle {\boldsymbol {x}}_{n}=A^{n-1}{\boldsymbol {x}}_{0}}
となることも明らかであるから、係数行列 A の冪乗が計算できるならば、連立漸化式を解くことができる。
ゆえに、定数係数連立線型漸化式は係数行列 A を三角化あるいは対角化するような基底に関する表示、あるいは同じことだが、P−1AP が三角行列か対角行列となる正則行列 P をとって、座標変換 P−1x'n = y'n を行うことで得られる連立漸化式
{\displaystyle {\boldsymbol {y}}_{n+1}=P^{-1}AP{\boldsymbol {y}}_{n}}
の問題に帰着される。
また、yn = xn−1 や yn ≡ 1 となる場合を考えると c や d を適当に選んで
{\displaystyle x_{n+1}=ax_{n}+bx_{n-1},\quad {\boldsymbol {x}}_{n+1}={\begin{pmatrix}a&b\\1&0\end{pmatrix}}{\boldsymbol {x}}_{n}}
や、
{\displaystyle x_{n+1}=ax_{n}+b,\quad {\boldsymbol {x}}_{n+1}={\begin{pmatrix}a&b\\0&1\end{pmatrix}}{\boldsymbol {x}}_{n}}
のように、隣接二項間および三項間の定数係数線型漸化式が得られる。先に述べたこれらの漸化式の解法は、係数行列の冪を求める方法に対応している。特に、定数係数連接三項間漸化式の特性多項式は係数行列の特性多項式に一致する。
もう少し一般に、
{\displaystyle {\boldsymbol {y}}_{n+1}=A{\boldsymbol {y}}_{n}+{\boldsymbol {b}}}
の形の点列の変換（アフィン写像）は、変換の不動点、つまり
{\displaystyle {\boldsymbol {y}}_{\infty }=A{\boldsymbol {y}}_{\infty }+{\boldsymbol {b}}}
を満たす点 y∞ をとれば、x′n ≔ y′n − y∞ とおくことにより、線型漸化式
{\displaystyle {\boldsymbol {x}}_{n+1}=A{\boldsymbol {x}}_{n}}
に帰着される。
これらのことは、さらに高次化することができる。

### 数学的帰納法
漸化式自体が帰納的に数列を定義するものであり、一般項 an がどのような形であるかを述べることが自然数に関する命題とみなすことができることから、漸化式を持つ数列の一般項を求める際に数学的帰納法は有用な手法である。

## 数列の和
数列の和はしばしば級数（きゅうすう、英: series）と呼ばれる。はじめの n 項までの和を第 n 部分和（ぶぶんわ、英: patial sum）と呼び、何らかの自然数 n に対して第 n 部分和となるようなものを有限級数と総称する。

### 級数の例
- 等差数列の初項から n 項までの和{\displaystyle S_{n}={\frac {n\left\{2f+(n-1)d\right\}}{2}}={\frac {n(f+l)}{2}}}

（ただし、f = a1 は初項、l = an は末項である）
- 等比数列の初項から n 項までの和{\displaystyle S_{n}={\begin{cases}\displaystyle {\frac {a_{1}(1-r^{n})}{1-r}}={\frac {a_{1}(r^{n}-1)}{r-1}}&(r\neq 1)\\na_{1}&(r=1)\end{cases}}}
- 冪和 {\displaystyle \sum _{i=1}^{n}i^{k}=1^{k}+2^{k}+\cdots +n^{k}}の明示式にはベルヌーイ数が現れる。ベルヌーイ数に限らず、このような関係式によっていくつかの数の系列が定義されることがある。

### 和分法･差分法
階乗冪函数の差分商を計算すれば Δx(n)/Δx = nx(n−1) であり、この意味で階乗冪は冪函数 xn の離散版である。
与えられた数列 (an) に対し、階差数列が (an) となるような数列 (sn) をしばしば数列 (an) の不定和分と呼び、(Δ−1an) などで表す:
{\displaystyle \Delta s_{n}=a_{n}\iff s_{n}=\Delta ^{-1}a_{n}.}
このような数列が与えられたとき、ak ≔ sk+1 − sk を k = 0, ..., n について片々加えることにより 
{\displaystyle S_{n}=:\sum _{k=0}^{n}a_{k}=s_{n+1}-s_{0}}
が成立する。すなわち、不定和分 sn は（定数列を加える差を除き）実質的に数列の第 n 部分和 Sn を与えるものである。もっと一般に、函数 f(x) の不定和分 Δ−1f(x) が
{\displaystyle \Delta ^{-1}f(x+1)-\Delta ^{-1}f(x)=f(x)}
となるものとして定義され、
{\displaystyle \sum _{k=0}^{n-1}f(x+k)=\Delta ^{-1}f(x+n)-\Delta ^{-1}f(x)}
が成り立ち（微分積分学の基本定理の離散版）、これを和分差分学の基本定理などと呼ぶことがある。このような函数 Δ−1f(x) は周期 1 の周期関数を加える違いを除いて一意である。
数列の和分法について、階乗冪 kn は基本的である。
- n ≥ 0: {\displaystyle \sum _{k=1}^{m}k(k+1)\cdots (k+n-1)={\frac {1}{n+1}}m(m+1)\cdots (k+n),}
- n = −1: {\displaystyle \sum _{k=1}^{m}1/k=H_{m},} ここで Hm は第 m 調和数。
- n ≤ −2: {\displaystyle \sum _{k=1}^{m}{\frac {1}{k(k+1)\cdots (k+|n|-1)}}={\frac {1}{1+n}}\left({\frac {1}{(m+1)\cdots (m+|n|-1)}}-{\frac {1}{(|n|-1)!}}\right).}

## 数列の極限
{\displaystyle \lim _{n\to \infty }a_{n}}
{\displaystyle \varliminf _{n\to \infty }a_{n}\leq \lim _{n\to \infty }a_{n}\leq \varlimsup _{n\to \infty }a_{n}}

### コーシー数列
{\displaystyle d(x_{n},x_{m})=\left\Vert x_{n}-x_{m}\right\Vert \to 0{\mbox{ as }}n<m,n\to \infty }

### 無限級数
有限級数の極限は、すべての可算無限個の項についての和と見ることができ、無限級数と呼ばれる。
{\displaystyle \sum _{n=1}^{\infty }a_{n}=\lim _{n\to \infty }S_{n},\quad S_{n}=\sum _{i=1}^{n}a_{i}}
双無限数列 (an)n∈Z の和は、2 つの無限級数
{\displaystyle \sum _{n=0}^{\infty }a_{n},\quad \sum _{m=1}^{\infty }a_{-m}}
が収束するならば、それらの和である。

### 総和法
数列の有限和や絶対収束に対する自然な意味での「和」の概念を、それ以外の特に発散級数に対して延長する試みを総和法という。素朴な和の概念からはしばしば奇異に映る性質を有する。
- チェザロ和: {\displaystyle \lim _{n\to \infty }{\frac {s_{1}+s_{2}+\cdots +s_{n}}{n}},\quad s_{k}=a_{1}+a_{2}+\cdots +a_{k}}
- アーベル和
- 繰り込み

### 母関数
与えられた数列 (an) に対して、それを係数に持つような冪級数を
{\displaystyle \sum _{n=0}^{\infty }a_{n}x^{n},\quad \sum _{n=0}^{\infty }a_{n}{\frac {x^{n}}{n!}}}
などで与えることにより、数列の性質を関数の性質として調べることができるようになる。これを数列の母関数という。母関数の満たす微分方程式から係数列の漸化式を構成したり、係数列の漸化式から母関数の満たす微分方程式を作ったりすることができる。もし、微分方程式を解いて母関数の閉じた式を手に入れることができるならば、級数の収束する限り、テイラーの定理によって数列の各項の値を、母関数の特殊値として計算することができる。
また、冪級数のコーシー積は数列の畳み込みに対応する。
{\displaystyle (c_{n}):=(a_{n})*(b_{n})}
{\displaystyle \left(\sum _{n=0}^{\infty }a_{n}x^{n}\right)\left(\sum _{n=0}^{\infty }b_{n}x^{n}\right)=\sum _{n=0}^{\infty }c_{n}x^{n}}

### 無限積
{\displaystyle \prod _{n=1}^{\infty }a_{n}}
{\displaystyle \prod _{n=1}^{\infty }(1+u_{n})\sim 1+\sum _{n=1}^{\infty }u_{n}+\sum _{n_{1},n_{2}}u_{n_{1}}u_{n_{2}}+\cdots }
{\displaystyle \log \prod _{n=1}^{\infty }a_{n}=\sum _{n=1}^{\infty }\log(a_{n})}

## 数列とベクトル
項数 n の有限数列はしばしば n 組と呼ばれる。有限数列は数ベクトルから線型構造を落としたものとみることができ、逆に項数の等しい数列同士の和や数列の定数倍を
{\displaystyle (a_{n})+(b_{n}):=(a_{n}+b_{n})}
{\displaystyle \lambda (a_{n}):=(\lambda a_{n})}
によって定めることができるので、これらはしばしば適当な意味で同一視される。この同一視によって有限数列の集合がベクトル空間を成すとき、このベクトル空間の構造は有限集合上の関数空間の構造と見なされる。無限数列も同様にしてベクトル空間と考えたとき、その部分線型空間として得られるようなベクトル空間は一般に数列空間と呼ばれる。無限数列からは、有界数列の空間や収束数列の空間、コンパクト台付き数列（実質有限列）の空間など様々な数列空間を組み立てることができる。

## 一般化

### 多重数列
添字を 2 つ持つような数列 (am,n)m,n∈N は格子 Λ ≔ {(m, n) ∈ N × N} 上で定義される関数である。{\displaystyle {\begin{matrix}a_{1,1}&a_{1,2}&\cdots &a_{1,n}&\cdots \\a_{2,1}&a_{2,2}&\cdots &a_{2,n}&\cdots \\\vdots &\vdots &\ddots &\vdots &\vdots \\a_{m,1}&a_{m,2}&\cdots &a_{m,n}&\cdots \\\vdots &\vdots &\vdots &\vdots &\ddots \end{matrix}}}
二重数列 (am,n) が極限
{\displaystyle \lim _{m\to \infty  \atop n\to \infty }a_{m,n}}
を持つとは、任意に与えられた ε > 0 に対し十分大きな番号 N をとれば、m, n > N のとき常に |am,n − α| < ε とできるような定数 α が存在することである。これは二重極限
{\displaystyle \lim _{m\to \infty }\lim _{n\to \infty }a_{m,n},\quad \lim _{n\to \infty }\lim _{m\to \infty }a_{m,n}}
などと一般には異なる。フビニの定理も参照。
二重級数
{\displaystyle \sum _{m,n}a_{m,n}}
は格子点の全体 Λ = N × N に整列順序を入れることによって通常の単純級数（一重級数）に書き直せる。とくに Λ を可算個の有限または無限集合の非交和（直和）
{\displaystyle \Lambda =K_{1}\sqcup K_{2}\sqcup \cdots \quad {\text{(disjoint)}}}
に分解するとき、各 Ki 上で和
{\displaystyle \sigma _{i}:=\sum _{(m,n)\in K_{i}}a_{m,n}}
が有限和または絶対収束級数であるならば、
{\displaystyle \sum _{m,n}a_{m,n}=\sigma _{1}+\sigma _{2}+\cdots }
の収束性についての考察に帰着される。Λ の整列順序の入れ方あるいは分解の仕方に依らず一定の和を持つならば、二重級数は無条件収束するという。たとえばこのとき
{\displaystyle \lim _{m\to \infty  \atop n\to \infty }\sum _{i=1}^{m}\sum _{k=1}^{n}a_{m,n}=\sum _{m=1}^{\infty }\left(\sum _{n=1}^{\infty }a_{m,n}\right)=\sum _{n=1}^{\infty }\left(\sum _{m=1}^{\infty }a_{m,n}\right)=\sum _{k=1}^{\infty }\left(\sum _{m+n=k}a_{m,n}\right)}
が成立する（フビニの定理を参照）。